# Edgar Quinet
Edgar Quinet (n. 17 februarie 1803, Épi-d'Ain, Ain, Franța – d. 27 martie 1875, Versailles, Seine-et-Oise, Franța) a fost un reputat scriitor, istoric și om politic francez. În perioada 1842-1846 a fost profesor la Collège de France, unde i-a avut ca studenți pe mulți dintre „pașoptiștii” români. În 1852, după moartea primei sale soții, s-a căsătorit cu Hermione Asachi, fiica scriitorului român Gheorghe Asachi. A rămas cunoscut și ca filoromân, atât prin scrierile sale, cât și prin sprijinul moral pe care l-a acordat generației de la 1848 din Țările Române.

## Biografie
Edgar Quinet s-a născut la Bourg-en-Bresse, în departamentul Ain, la 17 februarie 1803, fiind unicul fiu  al lui Jérôme Quinet, comisar (intendent militar) al armatei republicane. Mama sa era Eugénie Rozat Lagis.

### Copilăria și adolescența

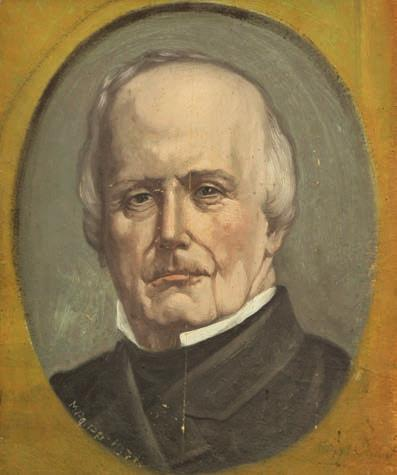
Edgar Quinet
(portret de Mișu Popp)

Tatăl său, Jérôme Quinet, a demisionat din armată, întrucât epoca napoleoniană l-a dezgustat profund și s-a dedicat științelor, îndeosebi matematicii. Mama sa, Eugénie Rozat Lagis, a exercitat o influență profundă asupra copilului Edgar. Deși era calvinistă, ea fost de acord cu botezul lui Edgar în catolicism. Familia locuia în Bourg-en-Bresse, dar își petrecea verile la Certines, proprietate a familiei Quinet de trei sute de ani. În 1811 s-a mutat împreună cu părinții și cu sora sa mai mică, Blanche (născută în 1807), la Charolles.
Edgar a fost trimis la școală la colegiul din Bourg-en-Bresse (între 1815 și 1817), apoi la Lyon (1817-1819). Tatăl său ar fi dorit să-l vadă pe Edgar terminând repede studiile pentru a se dedica carierei militare, ori afacerilor. Totuși, tânărul Edgar era atras de literatură, aceasta având câștig de cauză în final.

### Studii
După ce a absolvit colegiul în Lyon, Edgar Quinet s-a înscris la examenul de admitere de la celebra École polytechnique, fiind declarat „admisibil” (1820). Nu a urmat cursurile acesteia deoarece, în urma unui consiliu de familie, a fost obligat să se înscrie la Facultatea de Drept.
În paralel cu frecventarea cursurilor de la Facultatea de Drept, Edgar Quinet a studiat și matematicile, istoria filosofiei și limbile străine. Din perioada studenției datează și prima sa scriere ieșită de sub tipar: Les tablettes de juif errant („Tabletele evreului rătăcitor”, 1823), o povestire satirică în maniera lui Voltaire. În același an, 1823, susține examenul de absolvire a Facultății de Drept.
În ianuarie 1839 devine doctor, susținând la Universitatea din Strasbourg două teze de doctorat, în franceză și în latină: Essai d'une classification des arts („Eseu despre o clasificare a artelor”), respectiv De indicae poesis antiquissimae natura et indole  („Despre originea și caracterul poeziei antice”).

### Cariera de istoric și literat

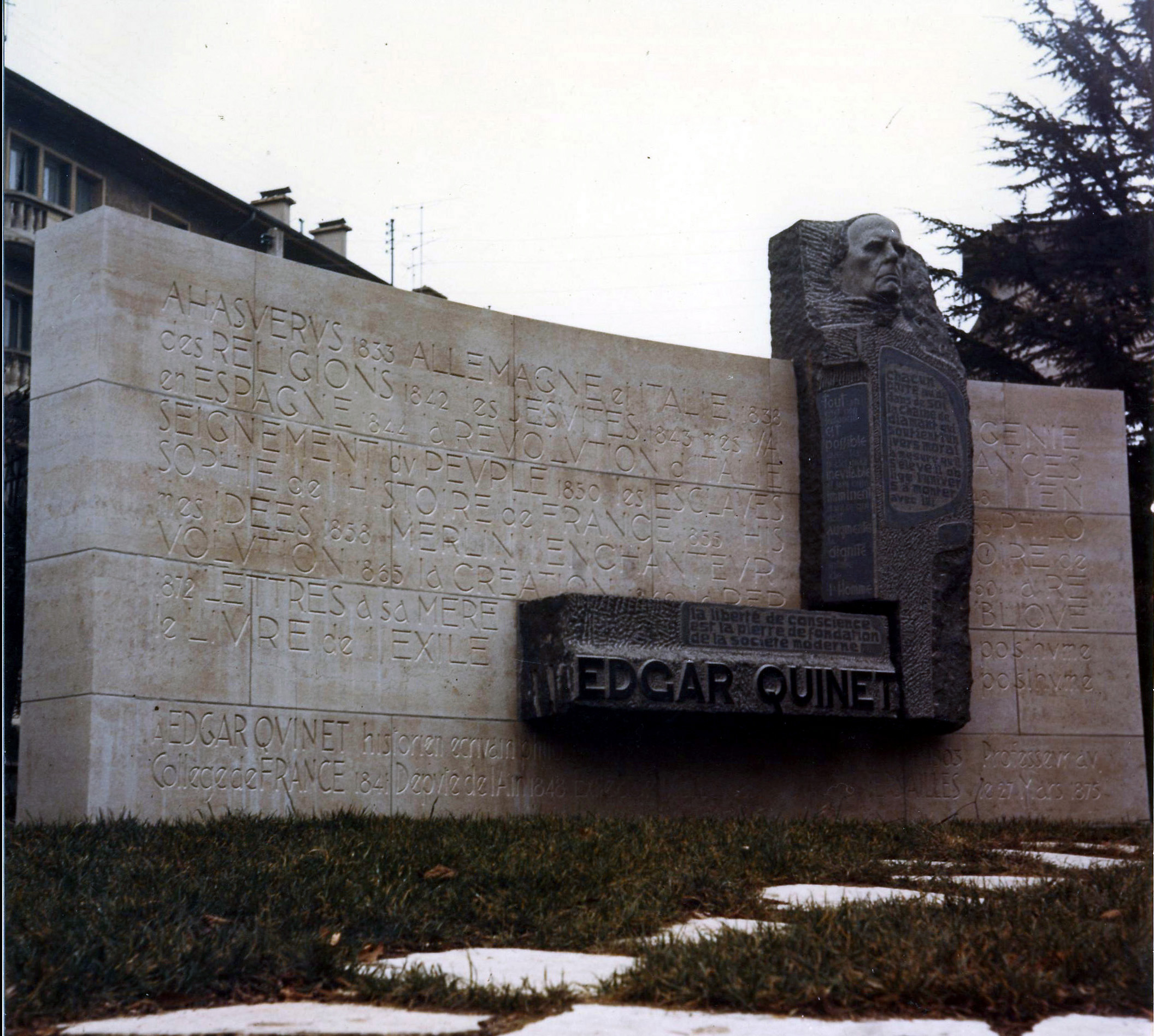
Monumentul lui Edgar Quinet din Bourg-en-Bresse

În 1824, Edgar Quinet începe traducerea lucrării lui Herder „Idei asupra filosofiei istoriei omenirii” (după o versiune în limba engleză). Primind un acont pentru drepturile de traducător, în anul următor Quinet face o călătorie în Anglia. Tot în 1825 el devine corespondent la Revue britannique și la Revue germanique și începe să colaboreze la publicația Le constitutionnel.
În 1826, Quinet întreprinde o călătorie în Germania. La Heidelberg, centrul romantismului german din acea perioadă, l-a cunoscut pe profesorul Friedrich Creuzer⁠(de)[traduceți], fondatorul mitologiei comparate. Tot la Heidelberg, face cunoștință cu Wilhelminna More, viitoarea sa soție, fiica unui notar din Grunstadt. Edgar Quinet frecventează cursurile Universității din Heidelberg, cunoscându-i pe romanticii germani: Tieck, Schlegel, Görres și Uhland.
În 1828, îi apare volumul al treilea al traducerii operei lui Herder Idei asupra filosofiei istoriei omenirii, precum și Eseu asupra operelor lui Herder. Publică eseul De la Grèce moderne, et de ses rapports avec l’antiquité („Despre Grecia modernă și raporturile ei cu antichitatea”, 1830), care este tipărit și în limba germană în anul următor (1831). În mai 1831 publică articolul Des épopées françaises du XII-e siècle („Despre epopeile franceze din secolul al XII-lea”), care stârnește vii controverse în ziarele vremii, Le National și Le Temps. Publică lucrarea De l’Allemagne et de la Révolution („Germania și Revoluția”) în 1832.
În 1833, apare poemul în proză Ahasvérus, parabolă a istoriei umanității, la care Edgar Quinet meditase încă din adolescență. Despre această „epopee romantică” Léon Cellier spunea că oferă „o doctrină raționalistă a perfectibilității continue, colective, a speței umane”.
În următorii ani continuă să publice poeme, eseuri și articole de filozofie, istorie și critică literară. În 1837, face cunoștință cu Adam Mickiewicz și este vizitat de poetul Heinrich Heine, iar în martie 1838 publică poemul Prométhée („Prometeu”).
La 29 aprilie 1838, Edgar Quinet a fost numit cavaler al Legiunii de onoare.
După susținerea celor două teze de doctorat la Universitatea din Strasbourg (ianuarie 1839) Edgar Quinet este numit profesor universitar, titular al catedrei de literaturi străine, la Universitatea din Lyon, în luna mai 1839. Cursul său inaugural a fost Uniunea morală a popoarelor moderne. În anul următor, 1840, soții Quinet se stabilesc definitiv la Paris. În același an Edgar Quinet publică broșura 1815 - 1840, un pamflet îndreptat împotriva oligarhiei burgheze din Franța, în care afirmă deschis ideile sale republicane. Îi apare lucrarea Génie des religions („Geniul religiilor”, 1841), fundamentală pentru concepțiile sale despre filozofia istoriei. Tot în 1841 publică articolul Avertissement au pays („Avertizare către țară”), una dintre cele mai lucide critici la adresa regimului lui Ludovic-Filip.

### Profesor laCollège de France
La 28 iulie 1841 Edgar Quinet a fost numit, prin ordonanță regală, profesor la prestigioasa instituție franceză de învățământ și cercetare Collège de France, ca titular al catedrei de „Literaturi și instituții comparate ale Europei meridionale” (primul curs de literatură comparată din lume). Cu ocazia primului curs susținut, el a fost ovaționat de opt ori de studenții și invitații prezenți.
Începe o colaborare rodnică cu Jules Michelet, profesor și el la Collège de France în acea perioadă. Cei doi țin lecții despre Ordinul iezuit și publică împreună broșura Les Jésuites („Iezuiții”, 1843). Aceasta, precum și discursul rostit de Edgar Quinet la 10 mai 1843, De la liberté de discussion en matière religieuse („Despre libertatea de discuție în materie religioasă”), declanșează o aprigă polemică în presă cu arhiepiscopul Parisului, în legătură cu libertatea învățământului. Ca urmare a acestei polemici, în octombrie cursul lui Quinet este suspendat.
La 20 martie 1844 Quinet și-a reluat cursurile la Collège de France. După trei luni, la 20 iunie, el s-a întâlnit cu o delegație a studenților care și-au manifestat adeziunea la idealurile transmise de profesor. În răspunsul său, Edgar Quinet a îndemnat tineretul la acțiune împotriva situației politice din Franța. Printre auditorii pasionați ai cursurilor predate de Edgar Quinet și Jules Michelet la Collège de France se număra și tânăra moldoveancă Hermiona Asachi, fiica poetului Gheorghe Asachi.
Împreună cu alți doi profesori celebri de la Collège de France din acea perioadă și anume Jules Michelet (titularul catedrei de Istorie și morală) și Adam Mickiewicz (poetul polonez exilat, titularul catedrei de Literaturi slave), Edgar Quinet a întregit o ilustră triadă, supranumită de contemporani „cele trei catedre de democrație”, care a avut o influență semnificativă asupra efervescenței revoluționare premergătoare Revoluției de la 1848. În 1845, în semn de protest față de suspendarea cursului lui Adam Mickiewicz, tineretul studențesc scoate o medalie cu efigiile celor trei profesori democrați (Michelet, Quinet și Mickiewicz) și organizează o nouă manifestație de simpatie în favoarea acestora. O altă manifestație de acest gen are loc și la 17 ianuarie 1847, acasă la Edgar Quinet, organizată de această dată de studenții români din Paris.

### Cetățeanul și omul politic

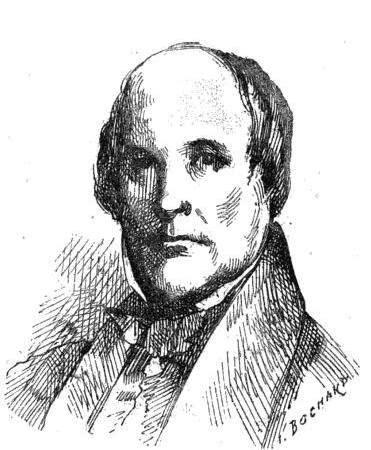
Edgar Quinet

În iulie 1846, la insistențele lui Alexandre Auguste Ledru-Rollin (deputat republican și unul dintre liderii opoziției), Edgar Quinet își depune candidatura la Bourg-en-Bresse și reușește să fie ales deputat. În această nouă calitate, a continuat să militeze de pe băncile stângii republicane pentru abolirea monarhiei și instaurarea unei democrații parlamentare. Așa cum constata primul său biograf, Charles-Louis Chassin⁠(fr)[traduceți], „în cazul lui Quinet totdeauna actele au răspuns cuvintelor”, observând că nu există nicio contradicție între erudit și omul de acțiune.
La 22 februarie 1848 în Paris izbucnește revoluția care pune capăt „Monarhiei din iulie”. Garda națională trece de partea insurgenților. Edgar Quinet s-a numărat printre cei care au pătruns cu arma în mână în Palatul Tuileries în noaptea de 23 spre 24 februarie. Regele Ludovic-Filip abdică, iar guvernul provizoriu proclamă instaurarea celei de-A Doua Republici Franceze. Edgar Quinet este numit colonel în Garda națională.
Edgar Quinet își depune candidatura pentru Assemblée Nationale (Adunarea Națională), în departamentul Ain, fiind ales la 28 aprilie 1848. În iunie 1848, când trupele generalului Cavaignac⁠(en)[traduceți] trag în muncitorii revoltați în urma desființării Atelierelor naționale, Quinet își asumă rolul de mediator între guvernul provizoriu și mase.. Protestează împotriva alegerii lui Louis-Napoléon Bonaparte ca  președinte al celei de-a Doua Republici Franceze. Tot în 1848, spre sfârșitul anului, îi apare prima parte a celebrei sale lucrări Les Révolutions d’Italie („Revoluțiile din Italia”). În februarie 1850 publică broșura L’État de siège („Stare de asediu”), un violent pamflet politic împotriva măsurilor represive luate de guvern împotriva muncitorilor din regiunea lioneză și în care analizează în mod obiectiv motivele situației economice mizere în care se zbăteau aceștia. Tot în februarie 1850 ține un discurs în plenul Adunării Naționale, în legătură cu proiectul de lege privind instrucția publică. În acest discurs, tipărit ulterior cu titlul L’Enseignement du peuple, Edgar Quinet apără și dezvoltă principiul laicității învățământului public; discursul respectiv este considerat a fi una din sursele legii educației publice, adoptată mai târziu, în timpul celei de-a Treia Republici Franceze.
La 11 martie 1851 a murit Wilhelminna (Minna) More, prima soție a lui Edgar Quinet. Discursul funebru a fost rostit de prietenul și colegul acestuia, Jules Michelet.
Edgar Quinet publică în prima jumătate a anului 1851 broșura La Révision („Revizuirea”), în care atrage atenția opiniei publice asupra pericolului pentru republică a intențiilor dictatoriale în creștere ale lui Louis-Napoléon Bonaparte.
La 2 decembrie 1851 are loc lovitura de stat în urma căreia Louis-Napoléon Bonaparte primește titlul de „principe-președinte” și puteri dictatoriale. Între 3 și 10 decembrie au loc manifestații și chiar lupte de stradă în Paris și în provincie, dar plebiscitul care are loc în Franța îi dă câștig de cauză lui Napoleon. Edgar Quinet a luat parte activă la mișcarea de rezistență antinapoleoniană, luptând efectiv pe baricadele din Paris. După înfrângerea acestei mișcări, Edgar Quinet se ascunde, fiind urmărit de noile autorități; la intervenția Hermionei Asachi, el acceptă ospitalitatea familiei Souvestre, apoi a Mariei Cantacuzino, aceasta din urmă însoțindu-l până la graniță, unde proscrisul, având un pașaport fals cu numele românesc „Golesco”, reușește să treacă în Belgia, pornind pe drumul exilului.

### Exilul
Pentru Edgar Quinet începe lunga perioadă a exilului: 19 ani (mai exact, din decembrie 1851 pînă în septembrie 1870). „Ca și Hugo, el se îndărătnici să nu se întoarcă în Franța imperială a «uzurpatorului» și trăi astfel pe pământul de exil al Belgiei”. La 9 ianuarie 1852 este publicat oficial decretul prin care erau expulzați nominal din Franța Victor Hugo, Edgar Quinet și alți opozanți ai noului regim.
Stabilit la Bruxelles, Quinet se recăsătorește în iulie 1852 cu Hermiona Asachi, care îl urmase în exil. Continuă să scrie: în 1852 îi apare partea a doua a renumitei sale lucrări Les Révolutions d’Italie („Revoluțiile din Italia”), în 1853 poemul dramatic în 5 acte Les Esclaves („Sclavii”, în revista Revue des Deux Mondes, tipărit și separat la editura Vanderauwera, Bruxelles), în 1854 lucrarea biografică Fondation de la République des Provinces-Unies: Marnix de Sainte-Aldegonde, evocare a eroului național al Țărilor de Jos din secolul al XVI-lea, iar în 1855 Philosophie de l'Histoire de France („Filozofia Istoriei Franței”).
Deoarece între Franța și Belgia se semnase o convenție de extrădare, la 1 noiembrie 1858 soții Quinet se stabilesc la Veytaux, în Cantonul Vaud din Elveția. Republică federală promovând principii liberale, Elveția putea oferi exilatului acea libertate de mișcare și de exprimare indispensabile spiritului său. În acei ani de exil, pentru Edgar Quinet era esențial ca prin scrieri sale și prin fermitatea atitudinii sale să lupte împotriva puterilor care înăbușiseră în Europa mișcarea democratică de la 1848. În acest context el publică la 30 august 1859 articolul Protestation contre l'Amnistie („Protest împotriva amnistiei”) în care el refuză (ca și Victor Hugo) amnistia acordată de Napoleon al III-lea exilaților politici. El scria: „Nu sunt nici acuzat, nici condamnat, sunt un exilat. [...] Nu recunosc nimănui dreptul să mă exileze și să mă cheme înapoi după bunul lui plac. [...] Nu mă pot preta la acest joc în care se năruie și se înjosește natura umană”.
În cei doisprezece ani de exil în Elveția casa soților Quinet de la Veytaux a fost un punct de atracție pentru prietenii libertății, care aflau aici sprijin moral, îmbărbătare și speranță. Edgar Quinet a fost deseori vizitat de soții Michelet, de Charles-Louis Chassin (primul său biograf), de socialistul Pierre Leroux și de alți publiciști ai opoziției și simpatizanți republicani. Prin unii dintre aceștia Quinet își trimitea manuscrisele în Franța, pentru a-i fi tipărite acolo.

### Ultimii ani
După „Dezastrul de la Sedan” (1-2 septembrie 1870) din timpul războiului franco-prusac, încheiat  cu înfrângerea și capitularea trupelor franceze de sub conducerea lui Napoleon al III-lea, Edgar Quinet a revenit imediat în Franța (7 septembrie 1870). La 17 noiembrie 1870, și-a redobândit postul de profesor universitar la Collège de France. În timpul asedierii Parisului de către armata prusacă a scris vehement împotriva germanilor în presa pariziană. 
În 1871 (8 februarie), a fost ales deputat în Adunarea Națională (din partea Departamentului Sena), contribuind activ la instaurarea celei de-a Treia Republici Franceze. A fost unul dintre cei mai îndârjiți opozanți ai termenilor nefavorabili francezilor din tratatul de pace încheiat între Franța și Germania.

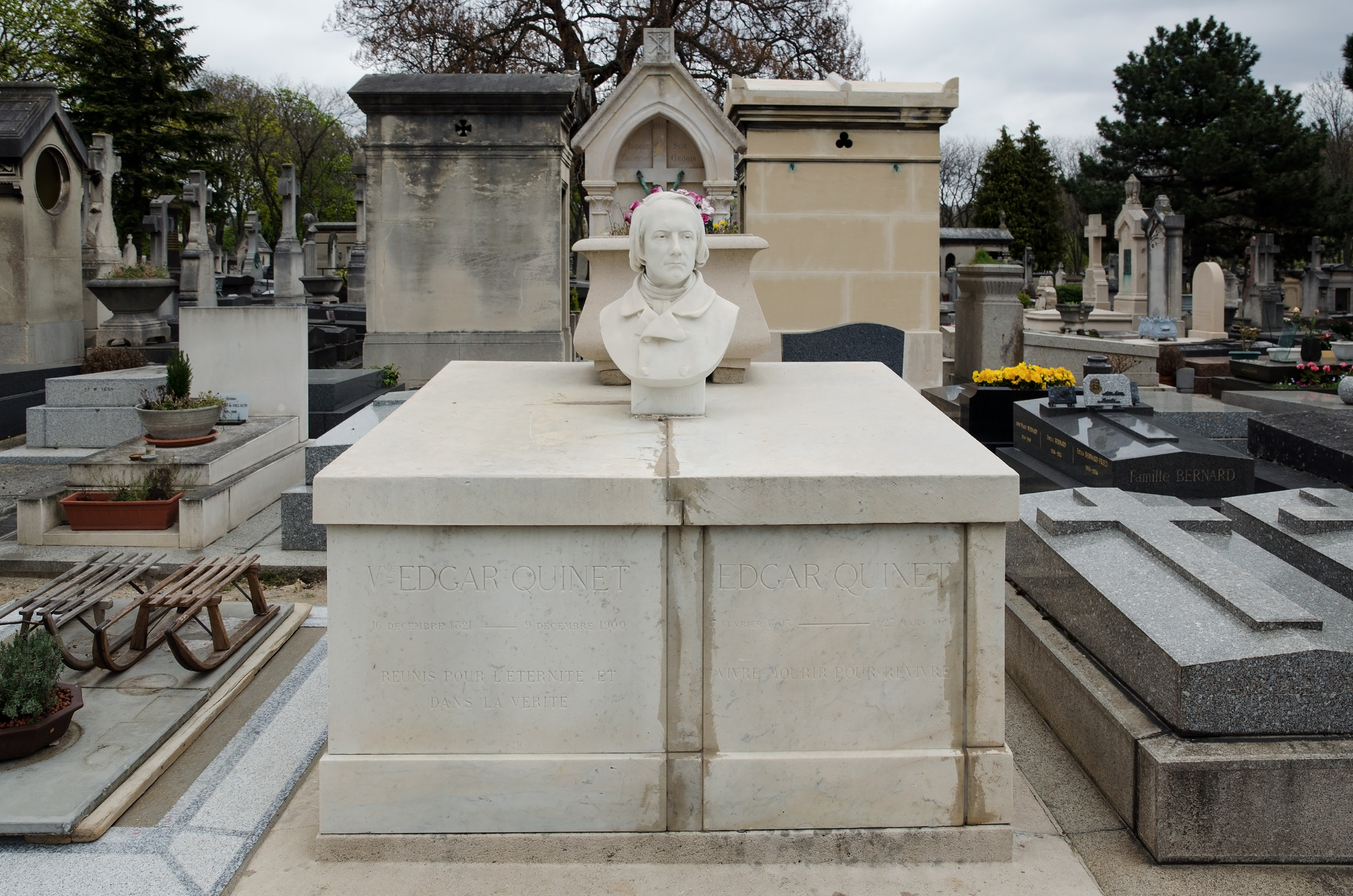
Mormântul lui Edgar Quinet, în cimitirul Montparnasse, din Paris

A continuat să scrie; în 1871 a publicat Le Siège de Paris et la défense nationale („Asediul Parisului și apărarea națională”), în 1872 La République, conditions de la régénération de la France (Republica, condițiile renașterii Franței”), iar la începutul anului 1875 eseul L’Esprit nouveau („Spiritul nou”) - un paralelism amplu între cosmosul fizic și cel spiritual.
Edgar Quinet a murit la 27 martie 1875, în Versailles. Nu a avut parte de funeralii naționale, guvernul de orientare clericală din acea perioadă refuzându-i dreptul la onorurile militare și la prezența colegilor săi deputați. La înmormântarea sa (29 martie 1875) au ieșit însă pe străzi circa 200.000 de parizieni (după relatările din presa vremii), iar studențimea a însoțit carul funerar până la Cimitirul Montparnasse, acolo unde au ținut discursuri Victor Hugo, Léon Gambetta și alții.
Mormântul său se află în Cimitirul Montparnasse, din Paris.

## Opera
Ediția completă a scrierilor lui Edgar Quinet a fost publicată de către soția sa, Hermione Asachi, în 30 de volume (în perioada 1877 - 1882).

### Lucrări publicate (în ordine cronologică)
- Considérations philosophiques sur l’art, thèse de philosophie, F.-G. Levrault, Strasbourg, 1839.
- Les Tablettes du Juif-errant, ou ses récriminations contre le passé, sans préjudice du présent, A. Beraud, Paris, 1823.
- De la Grèce moderne, et de ses rapports avec l’antiquité, F.-G. Levrault, Paris, 1830.
- Rapport à M. le Ministre des travaux publics sur les épopées françaises du XIIe siècle restées jusqu’à ce jour en manuscrits dans les bibliothèques du Roi et de l’Arsenal, F.-G. Levrault, Paris, 1831.
- De l’Allemagne et de la Révolution, Paulin, Paris, 1832.
- Ahasvérus, Ad. Guyot, Paris (et Baillères, Londres), 1834.
- Napoléon, poème, A. Dupont, Paris, 1836.
- Prométhée, E. Laurent, Bruxelles, 1838.
- Allemagne et Italie : philosophie et poésie, Desforges, Paris/Leipzig, 1839.
- 1815 et 1840, Paulin, Paris, 1840.
- Avertissement au pays, Paulin, Paris, 1841.
- Du Génie des religions, Charpentier, Paris, 1842.
- De la Liberté de discussion en matière religieuse : discours prononcé au Collège de France, le 10 mai 1843, Lange Lévy, Paris, 1843.
- Réponse à quelques observations de M. l’archevêque de Paris, Comptoir des imprimeurs unis, Paris, 1843.
- L’Ultramontanisme, ou l’Église romaine et la société moderne, Comptoir des imprimeurs unis, Paris, 1844.
- Le Christianisme et la Révolution française, Comon, Paris, 1845.
- Mes vacances en Espagne, Comptoir des imprimeurs unis, Paris, 1846.
- La France et la Sainte-Alliance en Portugal, 1847, Joubert, Paris, 1847.
- Les Révolutions d’Italie, Chamerot, Paris, 1848-1851.
- La Croisade autrichienne, française, napolitaine, espagnole, contre la République romaine, Chamerot, Paris, 1849.
- L’Enseignement du peuple, Chamerot, Paris, 1850.
- L’État de siège, Chamerot, Paris, 1850.
- L’Impôt sur le capital dans la république de Florence, lettre à M. Emile de Girardin, Chamerot, Paris, 1850.
- Le Champ de bataille de Waterloo, De Vigny, Paris, 1851.
- Révision, Librairie nouvelle, Paris, 1851.
- Les Esclaves, poème dramatique en 5 actes et en vers, Vanderauwera, Bruxelles, 1853.
- Fondation de la République des Provinces-Unies : Marnix de Sainte-Aldegonde, Delahays, Paris, 1854.
- Merlin l’enchanteur, Michel Lévy frères, Paris, 1860.
- L’Expédition du Mexique, W. Jeffs, Londres, 1862.
- Histoire de la campagne de 1815, Michel Lévy frères, Paris, 1862.
- Pologne et Rome, E. Dentu, Paris, 1863.
- La Révolution, Lacroix, Paris, 1865; rééd. chez Belin, avec une préface de Claude Lefort, 1987.
- Le Réveil d’un grand peuple, Le Chevalier, Paris, 1869.
- La Création, Librairie internationale, Paris, 1870.
- Le Siège de Paris et la défense nationale, Librairie internationale, Paris, 1871.
- La République, conditions de la régénération de la France, Dentu, Paris, 1872.
- L’Esprit nouveau, Dentu, Paris, 1875.
- Histoire d'un enfant (Histoire de mes idées) Hachette et Cie, Paris 1905.

### Traduceri în limba română
- Românii principatelor dunerene, traducere Nicolae Istrati, Iași, Tipografia Institutului Albinei, 1856;
- 1815 și 1840: istoria ideilor mele, traducere Loreto Bogza și Alexandrina Vornicelu, Editura Datina Românescă, Vălenii de Munte,  1925;
- Opere alese, traducere Angela Cismaș, Editura Minerva (Colecția „Biblioteca pentru toți”), București, 1983.
- Românii. Reorganizarea Provinciilor Dunărene. În Opere alese, vol. II, Editura Minerva, București, 1983, pp. 277-365

## Edgar Quinet și românii
Prin activitatea sa, de istoric și de profesor, Edgar Quinet a sprijinit aspirațiile românilor progresiști din secolul al XIX-lea. El s-a manifestat ca filoromân, atât prin scrierile sale, cât și prin sprijinul pe care l-a acordat „pașoptiștilor” români (dintre care unii i-au fost studenți la Collège de France).
După 1852, când s-a căsătorit cu Hermione Asachi, fiica lui Gheorghe Asachi, relațiile sale cu românii aflați la Paris (dar și cu cei din Principatele Unite) au devenit și mai strânse.
Scrierea sa Românii principatelor dunărene este o analiză obiectivă a condițiilor sociale și istorice din Moldova și Țara Românească, dar, în același timp, și o pledoarie pentru împlinirea principalelor aspirații ale românilor de la jumătatea secolului al XIX-lea: unirea și independența națională.
Prin întreaga sa activitate, Edgar Quinet se înscrie în galeria onorantă a filoromânilor din secolul al XIX-lea, alături de conaționalii săi Jules Michelet, Paul-Théodore Bataillard, Ulysse de Marsillac etc.

## Cinstirea memoriei lui Edgar Quinet
- Un bulevard din centrul Parisului și o stație de metrou îi poartă numele.
- Mai multe licee din Franța, dintre care unul în Bourg-en-Bresse, orașul său natal, îi poartă de asemenea numele.
- Un amfiteatru al Universității Sorbona se numește Edgar Quinet.
- Ultima clasă de crucișătoare-cuirasate din dotarea marinei militare franceze se numea Clasa Edgar Quinet⁠(fr)[traduceți]
- O stradă din centrul Bucureștiului și una din cartierul Mănăștur Sud (zona Câmpului), al municipiului Cluj-Napoca, se numesc strada Edgar Quinet.
- Pentru atitudinea sa filoromână, în 1869 a fost ales membru de onoare al Academiei Române[28] și i s-a acordat cetățenia română.